# Élections législatives serbes de 2016
Les élections législatives serbes de 2016 se déroulent le 24 avril 2016. Ce sont des élections législatives anticipées puisque l'Assemblée nationale, le Parlement monocaméral serbe, a été dissous le 4 mars 2016, c'est-à-dire deux ans avant le terme prévu de la Xe législature, par le président de la République, Tomislav Nikolić, sur la proposition du chef du gouvernement, Aleksandar Vučić, qui souhaite lui-même l'émergence d'une plus large majorité parlementaire pour favoriser le processus de réformes adaptées aux besoins du pays.

## Contexte
Le président du gouvernement sortant, Aleksandar Vučić, a été nommé après la large victoire de son mouvement, le Parti progressiste (SNS), dont est issu l'actuel chef de l'État Tomislav Nikolić, aux élections législatives du 16 mars 2014. Ce parti conservateur, nationaliste et pro-européen avait alors recueilli 48,35 % des voix, obtenant de ce fait une écrasante majorité de sièges à l'Assemblée nationale. Vice-président du gouvernement sortant, Vučić est alors chargé de la formation d'un nouvel exécutif par le président Nikolić ; il constitue alors un gouvernement de coalition avec le Parti socialiste (SPS) de l'ex-chef du gouvernement, Ivica Dačić.

## Système électoral

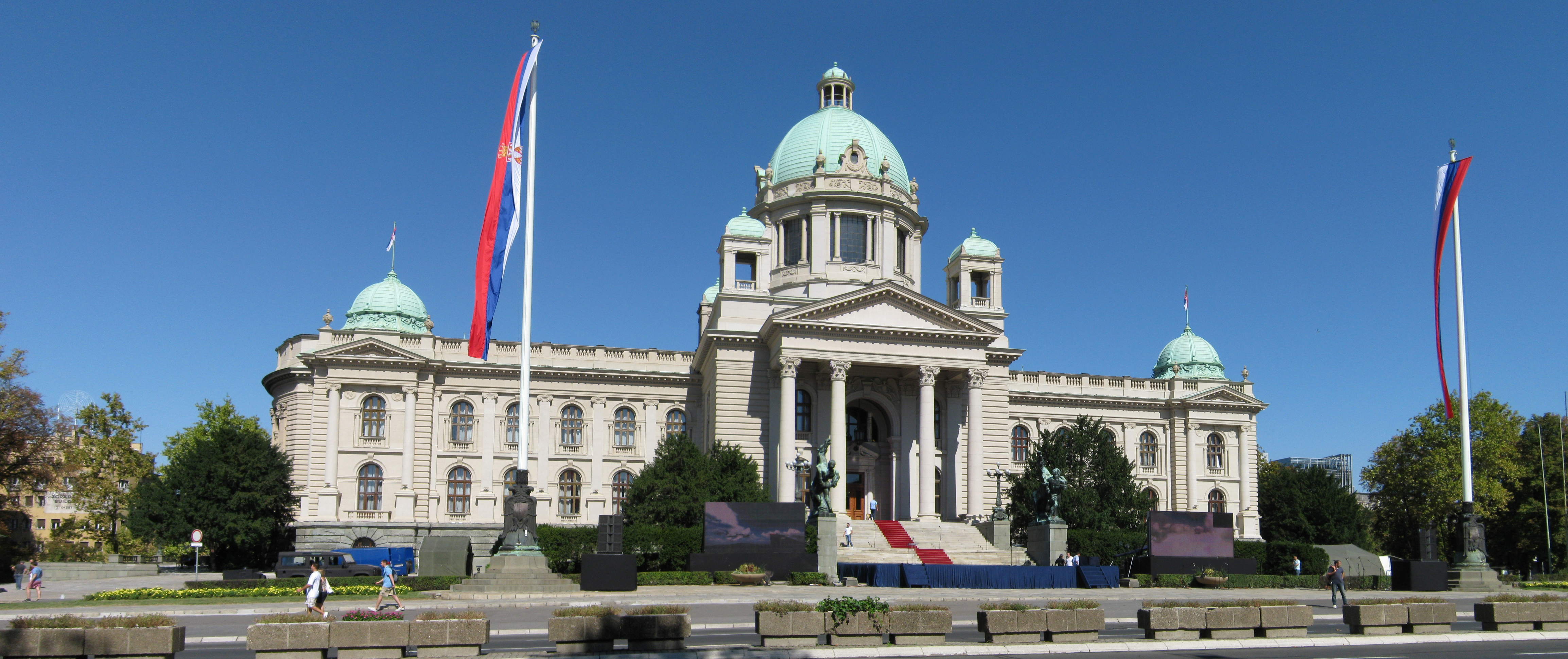
Le bâtiment de l'assemblée sur la Place Nikola Pašić à Belgrade.

L'Assemblée nationale est un parlement unicaméral doté de 250 sièges pourvus pour quatre ans au scrutin proportionnel plurinominal avec listes bloquées dans une unique circonscription électorale nationale. Les sièges sont répartis selon la méthode d'Hondt à tous les partis ayant franchi le seuil électoral de 5 % du total des votants, y compris les suffrages blancs et nuls. Les partis représentants une minorité nationale sont cependant affranchis de ce seuil, pour peu qu'ils aient été reconnus comme tels à leur demande par la Commission électorale de la République,.

## Résultats
|                          |                                                     |           |       |        |               |  |  |  |  |  |  |  |  |  |
| Partis                   | Partis                                              | Voix      | %     | Sièges | +/–           |  |  |  |  |  |  |  |  |  |
|                          | La Serbie gagne (coalition SNS–SDPS–NS–SPO–PS–PUPS) | 1 823 147 | 49,71 | 131    | 27            |  |  |  |  |  |  |  |  |  |
|                          | Coalition SPS–ZS–JS-KP                              | 413 770   | 11,28 | 29     | 15            |  |  |  |  |  |  |  |  |  |
|                          | Parti radical serbe                                 | 306 052   | 8,34  | 22     | 22            |  |  |  |  |  |  |  |  |  |
|                          | Ça suffit (en)                                      | 227 626   | 6,21  | 16     | 16            |  |  |  |  |  |  |  |  |  |
|                          | Pour une Serbie juste — Parti démocrate             | 227 589   | 6,20  | 16     | 3             |  |  |  |  |  |  |  |  |  |
|                          | Dveri-Parti démocrate de Serbie                     | 190 530   | 5,19  | 13     | 13            |  |  |  |  |  |  |  |  |  |
|                          | Alliance pour une meilleure Serbie (LDP–LSV)        | 189 564   | 5,17  | 13     | 5             |  |  |  |  |  |  |  |  |  |
|                          | Alliance des Magyars de Voïvodine                   | 56 620    | 1,54  | 4      | 2             |  |  |  |  |  |  |  |  |  |
|                          | La Serbie pour nous tous                            | 35 710    | 0,97  | 0      | Nv            |  |  |  |  |  |  |  |  |  |
|                          | Union démocratique bosniaque                        | 32 526    | 0,89  | 2      | 2             |  |  |  |  |  |  |  |  |  |
|                          | Parti d'action démocratique du Sandžak              | 30 092    | 0,82  | 2      | 1             |  |  |  |  |  |  |  |  |  |
|                          | Pour une Serbie libre                               | 27 690    | 0,75  | 0      | Nv            |  |  |  |  |  |  |  |  |  |
|                          | Verts de Serbie                                     | 23 890    | 0,65  | 1      | Nv            |  |  |  |  |  |  |  |  |  |
|                          | Unis pour la Serbie                                 | 17 528    | 0,48  | 0      | Nv            |  |  |  |  |  |  |  |  |  |
|                          | Parti pour l'action démocratique                    | 16 262    | 0,44  | 1      | 1             |  |  |  |  |  |  |  |  |  |
|                          | Parti russe                                         | 13 777    | 0,38  | 0      | Nv            |  |  |  |  |  |  |  |  |  |
|                          | Groupe citoyen                                      | 13 260    | 0,36  | 0      | Nv            |  |  |  |  |  |  |  |  |  |
|                          | Mouvement serbo-russe                               | 10 016    | 0,27  | 0      | Nv            |  |  |  |  |  |  |  |  |  |
|                          | Dialogue                                            | 7 744     | 0,21  | 0      | Nv            |  |  |  |  |  |  |  |  |  |
|                          | Parti républicain                                   | 4 522     | 0,12  | 0      | Nv            |  |  |  |  |  |  |  |  |  |
|                          |                                                     |           |       |        |               |  |  |  |  |  |  |  |  |  |
| Votes valides            | Votes valides                                       | 3 667 915 | 97,06 |        |               |  |  |  |  |  |  |  |  |  |
| Votes blancs ou nuls     | Votes blancs ou nuls                                | 111 008   | 2,94  |        |               |  |  |  |  |  |  |  |  |  |
| Total                    | Total                                               | 3 778 923 | 100   | 250    | en stagnation |  |  |  |  |  |  |  |  |  |
| Abstentions              | Abstentions                                         | 2 960 518 | 43,93 |        |               |  |  |  |  |  |  |  |  |  |
| Inscrits / participation | Inscrits / participation                            | 6 739 441 | 56,07 |        |               |  |  |  |  |  |  |  |  |  |

## Analyse

### Conséquences
Le 23 mai, le président de la République Tomislav Nikolić invite Aleksandar Vučić à former un gouvernement.
Le 8 août, Aleksandar Vučić annonce la liste des ministres de son second gouvernement.
Le 11 août, l'Assemblée nationale vote la confiance au gouvernement par 163 voix pour et 62 voix contre.